# Mädchen Amick
Mädchen E. Amick (Sparks (Nevada), 12 december 1970) is een Amerikaans actrice. Ze maakte naam in de serie Twin Peaks. Recenter was ze onder meer te zien in de televisieseries Gilmore Girls, ER, Joey, CSI: New York en Riverdale.

## Biografie
Amick groeide op in de Amerikaanse staat Nevada. In 1987, toen ze zestien jaar oud was, verhuisde ze naar Los Angeles om haar geluk te beproeven in de filmindustrie. Ze werkte als model en had enkele kleine rollen in films en series gehad, toen ze in 1990 gecast werd voor een van de hoofdrollen in de cultserie Twin Peaks van regisseur David Lynch. Ze was te zien als de serveerster Shelly Johnson, die mishandeld wordt door echtgenoot Leo maar het heft in eigen handen neemt. Na de serie was ze ook te zien in de prequelfilm Twin Peaks: Fire Walk With Me.
Na Twin Peaks speelde Amick onder meer in de films Sleepwalkers en Dream Lover. Daarna was ze vooral te zien in televisieseries. Zo had ze een hoofdrol in Central Park West en in de 1998-versie van Fantasy Island. Ze had gastrollen in onder meer Dawson's Creek, Gilmore Girls, ER, Californication en Joey en was te zien als Allison in de Amerikaanse sitcom Freddie. Amick speelde van 2013 tot en met 2014 Wendy Beauchamp in 23 afleveringen van Witches of East End. Vanaf 2017 speelt ze Alice Cooper in Riverdale.

### Privé
Amick trouwde in 1992 met David Alexis. Ze kregen samen in 1992 een zoon en in 1993 een dochter. Amick is half Duits en zowel een kwart Noors als Zweeds.